# نیما یوشیج
علی اسفندیاری (۲۱ آبان ۱۲۷۶ – ۱۶ دی ۱۳۳۸) که با نام نیما یوشیج شناخته می‌شود، شاعر ایرانی بود. او بنیان‌گذار شعر نو پارسی و ملقب به «پدر شعر نو» در ایران است. او را یکی از تاثیرگذارترین شاعران در شعر معاصر ایران دانسته‌اند.
نیما یوشیج در سال ۱۳۰۱ با منظومه «افسانه» که مانیفست شعر نوی پارسی خوانده شده است، در آغاز انقلاب ادبی و روشنفکری شعر مدرن پارسی قرار گرفت. او آگاهانه تمام بنیادها و ساختارهای شعر کهن پارسی را به چالش کشید. شعر نو عنوانی بود که خودِ او بر آن نهاد و این سبک سپس به شعر نیمایی مشهور شد.
تمام جریان‌های اصلی شعر معاصر پارسی وامدار این انقلاب و تحولی هستند که یوشیج نوآور آن بود. بسیاری از شاعران و منتقدان معاصر، اشعار او را نمادین می‌دانند و او را هم‌پایهٔ شاعران سمبولیست بنام جهان می‌دانند. نیما همچنین اشعاری به زبان مازندرانی دارد که با نام «روجا» چاپ و منتشر شده است.

## زندگی

برخی از بنیان‌گذاران انجمن ادبی شمع سوخته. از راست به چپ: هوشنگ ابتهاج، سیاوش کسرایی، نیما یوشیج، احمد شاملو و مرتضی کیوان.

علی نوری (اسفندیاری) ۲۱ آبان ۱۲۷۶ خورشیدی در روستای یوش، از توابع بخش بلده شهرستان نور، به‌دنیا آمد. پدرش، ابراهیم‌خان اِعظام‌السلطنه، متعلق به خانواده‌ای قدیمی در مازندران بود و به کشاورزی و گله‌داری مشغول بود. سیروس طاهباز در مورد نام یوشیج می‌گوید: «تمام دست نوشته‌های بازماندهٔ او را ورق به ورق و سطر به سطر خوانده‌ام در هیچ‌کجا ندیده‌ام که نام او 'علی اسفندیاری' آمده باشد».
خاندان اسفندیاری (نور) از خاندان‌های معروف ایران و نور استان مازندران در دوره قاجار و پهلوی است که نسب آن‌ها به شاخه‌ای از اسپهبدان موسوم به پادوسبانیان می‌رسد. پادوسبانیان سلسله‌ای ساسانی تبار بودند که از حدود سال ۴۰ هجری تا دوران شاه عباس بزرگ بر بخش‌هایی از طبرستان (بعداً مازندران) حکمرانی می‌کردند. علی اسفندیاری (نیما یوشیج) و محتشم‌السلطنه از مشهورترین اعضای این خاندان هستند. در عصر قاجار و پهلوی، وزراء و نمایندگان مجلس و چهره‌های سیاسی و علمی و هنرمندان متعددی از میان افراد این خانواده برخاستند. حتی پس از درگذشت حسن اسفندیاری (محتشم السلطنه) در سال ۱۳۲۳ شمسی که از صاحب منصبان مشهور و وزیر چند وزارتخانه بود، کتابی به عنوان زندگی حسن اسفندیاری به چاپ رسید. نیما یوشیج در آغاز کتاب نسب و تبار خاندانش را شرح می‌دهد یوشیج در مقاله زندگانی حسن اسفندیاری (محتشم السلطنه) که در آن تاریخچه خاندان اسفندیاری را شرح می‌دهد، به‌طور ضمنی‌تبار خود را به اسپهبدان پادوسبانیان طبرستان می‌رساند.
نیما به اصالت و تبار خود افتخار می‌کند. شهرآگیم از اجداد پدری نیما و از بزرگان مازندران بود. به دلیل همین علاقه‌مندی به تبارش بود که نام فرزندش را نیز شرآگیم گذاشت. واژه «نیماور» در زبان مازندرانی به معنی کماندار بزرگ است. این نام، به چند تن از اسپهبدان مازندرانی اطلاق می‌شود. نیما خود در این باره می‌نویسد: «نیماور یکی از پادشاهان رستمدار که جد من است.» در دوبیتی زیر نیما می‌گوید که آنچه باعث شهرتش می‌شود، هنر اوست. هنر نیما هم شاعری است و باعث شد که امروز یکی از نامداران عرصه ادبیات ایران باشد.
اشعار نیما در مورد هویت و هنرش:
| نیما مُ مِن، یگانِهِ رستمدار   |  | من نیما هستم یگانه رستمدار         |
| نیما وَروُ، شَهرآگیم تَبار     |  | از نسل شراگیم نام‌آور و کماندار     |
| هُنَرِ مُنی وُنِ مِ نوُم دار       |  | هنر من باعث شهرتم می‌شود            |
| کلین نیمُ، تَشِ کِلهِ سَرِ کَل مار |  | خاکستر نیستم، بلکه چوب آتشین اجاقم |
|                            |  | (روجا)                             |

پدر نیما زندگی روستایی، تیراندازی و اسب‌سواری را به وی آموخت. نیما تا دوازده‌سالگی در زادگاهش، روستای یوش، و در دل طبیعت زندگی کرد. نیما خواندن و نوشتن را نزد آخوندِ دِه فراگرفت ولی دلخوشی چندانی از او نداشت چون او را آزار می‌داد و در کوچه‌باغ‌ها دنبالِ نیما می‌کرد. ۱۲ساله بود که به‌همراه خانواده به تهران رفت و در مدرسه عالی سن لویی مشغول تحصیل شد. در مدرسه از بچه‌ها کناره‌گیری می‌کرد و به‌گفته خودِ نیما با یکی از دوستانش مدام از مدرسه فرار می‌کرد و پس از مدتی با تشویق یکی از معلم‌هایش به نام نظام وفا به شعر گفتن مشغول گشت و در همان زمان با زبان فرانسه آشنایی یافت و شعر گفتن به سبک خراسانی را شروع کرد.
نیما، شعر بلند افسانه را به نظام وفا، معلم قدیمی اش تقدیم کرده است. پس از پایان تحصیلات در مدرسه سن‌لویی، نیما در وزارت دارایی مشغول کار شد، اما پس از مدتی این کار را مطابق میل خود نیافت و آن را رها کرد.

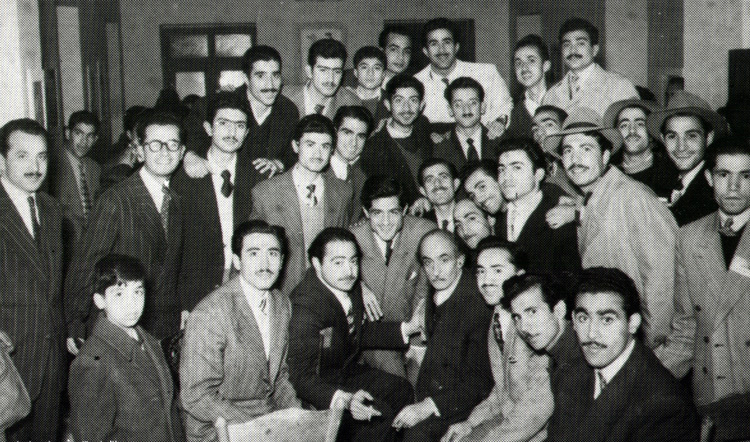
نیما یوشیج در کنار علی‌اصغر خبره‌زاده، جلال آل احمد و برخی دوستان

علی اسفندیاری در سال ۱۳۰۰ خورشیدی نام خود را به نیما تغییر داد. نیما نام یکی از اسپهبدان طبرستان بود و به معنی کمان بزرگ است. او با همین نام شعرهای خود را امضاء می‌کرد. در نخستین سال‌های صدور شناسنامه نام وی نیما خان یوشیج ثبت شده است.
خاندان مادری نیما ریشه و اصالتی گرجی داشتند.
دوران نوجوانی و جوانی نیما مصادف است با توفان‌های سهمگین سیاسی ـ اجتماعی در ایران نظیر انقلاب مشروطه و جنبش جنگل و تأسیس جمهوری سرخ گیلان، روح حساس نیما نمی‌توانست از این توفان‌های اجتماعی بی‌تأثیر بمانَد. نیما ازنظر سیاسی تفکر چپ‌گرایانه داشت، و با نشریه ایران سرخ، یکی از نشریات حزب کمونیست ایران (دهه ۱۹۲۰) که برادرش لادبن سردبیر آن بود و در رشت چاپ و منتشر می‌شد همکاری قلمی داشت. ازجمله تصمیم گرفت به میرزا کوچک خان جنگلی بپیوندد و همراه با او بجنگد تا کشته شود. دیرتر، در دهه بیست خورشیدی، در نخستین کنگره نویسندگان ایران عضو هیئت مدیره کنگره بود و اشعار وی در نشریات چپ‌گرای این دوران منتشر می‌شد.

## ازدواج و فرزندان

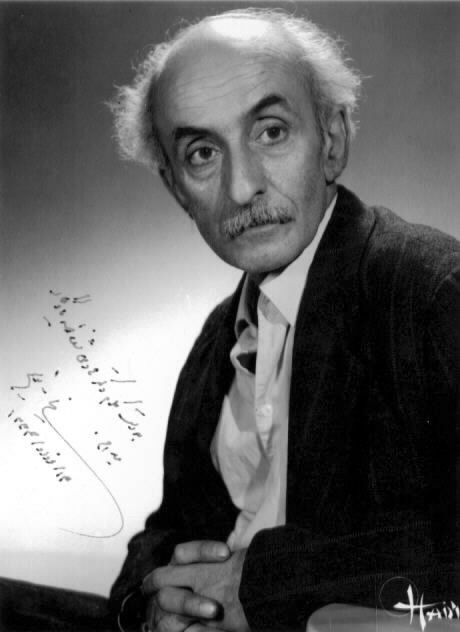
تصویری از نیما به‌همراه حاشیه‌هایی مورخه ۱۴ خرداد ۱۳۳۴

نیما یوشیج در جوانی عاشق دختری شد، اما به‌دلیل اختلاف مذهبی نتوانست با وی ازدواج کند. پس از این شکست، او عاشق دختری روستایی به نام صفورا شد و می‌خواست با او ازدواج کند، اما دختر حاضر نشد به شهر بیاید؛ بنابراین، عشق دوم نیز سرانجام خوبی نیافت.
سرانجام نیما در ۶ اردیبهشت ۱۳۰۵ ازدواج کرد. همسر وی، عالیه جهانگیر، فرزند میرزا اسماعیل شیرازی و خواهرزاده نویسنده نامدار میرزا جهانگیر صوراسرافیل بود. حاصل این ازدواج، که تا پایان عمر دوام یافت، فرزند پسری بود به نام شراگیم که اکنون در آمریکا زندگی می‌کند. شراگیم در سال ۱۳۲۱ به‌دنیا آمد.
او ازدواج کرد تا به‌گفته خودش از افکار پریشان رهایی یابد. اما درست یک ماه پس از ازدواج، پدرش ابراهیم نوری درگذشت. در همین زمان، چند شعر از او در کتابی با عنوان خانواده سرباز چاپ شد. وی که در این زمان به‌دلیل بی‌کاری خانه‌نشین شده‌بود، در تنهایی به سرودن شعر مشغول بود و به تحول در شعر فارسی می‌اندیشید اما چیزی منتشر نمی‌کرد.
در سال ۱۳۰۷ خورشیدی، محل کار عالیه جهانگیر، همسر نیما، به بارفروش (بابل کنونی؛ مدرسه بدر) انتقال یافت. نیما نیز با او به این شهر رفت. یک سال بعد آنان به رشت رفتند. عالیه در این‌جا مدیر مدرسه بود و نیما را سرزنش می‌کرد که چرا درآمدی ندارد. او مدتی نیز در دبیرستان حکیم نظامی شهرستان آستارا به امر تدریس مشغول بود.

## آغاز شاعری
نیما در سال ۱۳۰۰ منظومه قصه رنگ پریده را که یک سال پیش سروده بود در هفته‌نامه قرن بیستم میرزاده عشقی به چاپ رساند.
این منظومه مخالفت بسیاری از شاعران سنتی و پیرو سبک قدیم مانند ملک الشعرای بهار و مهدی حمیدی شیرازی را برانگیخت. شاعران سنتی به مسخره و آزار او دست زدند. عبدالعلی دستغیب، منتقد ادبی، معتقداست که نیما حتی درابتدا که به سبک قدیم شعر می‌سرود، توانایی خود را نشان داد. هرچند این اشعار ازنظر فرم کهن هستند، نیما معانی و موضوعات جدیدی در آنها گنجانده است.
در پاییز سال ۱۳۰۱ شعر «ای شب» را در روزنامهٔ هفتگی نوبهار منتشر کرد. نیما در این رابطه می‌گوید: «در پاییز سال ۱۳۰۱ نمونهٔ دیگری از شیوهٔ کار خود «ای شب» را که پیش از این تاریخ سرودم و دست به دست و مردود شده بود، در روزنامهٔ هفتگی «نوبهار» دیدم.» شیوهٔ کار در هر کدام از این قطعات تیر زهرآگینی به خصوص در آن زمان به طرفداران سبک قدیم بود.
نیما پس از مدتی به تدریس در مدرسه‌های مختلف از جمله مدرسه عالی صنعتی تهران و همکاری با روزنامه‌هایی چون مجله موسیقی و مجله کویر پرداخت. انقلاب نیما با دو شعر «ققنوس» (بهمن ۱۳۱۶ ش) و «غراب» (مهر ۱۳۱۷ ش) آغاز شد و او این دو شعر را در مجلهٔ «موسیقی» که یک مجلهٔ دولتی بود، منتشر کرد. مجله موسیقی سالهای ۲۰–۱۳۱۸، شعرهای جدی‌تر او را دربرداشت. گذشته از «صدای چنگ»، «قو»، «شمع کرجی» و فضای بیچون» -که شعرهای سالهای ۱۰–۱۳۰۵ است- شعرهای سالهای ۱۹–۱۳۱۶ - «گل مهتاب»، «ققنوس»، «مرغ غم»، «پریان»، «عنکبوت رنگ» و «خنده سرد» - چاپ می‌شود. او در ۶۴ سال زندگی خود توانست معیارهای هزارساله ی شعر فارسی را که تغییرناپذیر و مقدس و ابدی می‌نمود، با شعرهایش تحول بخشد.

## درگذشت

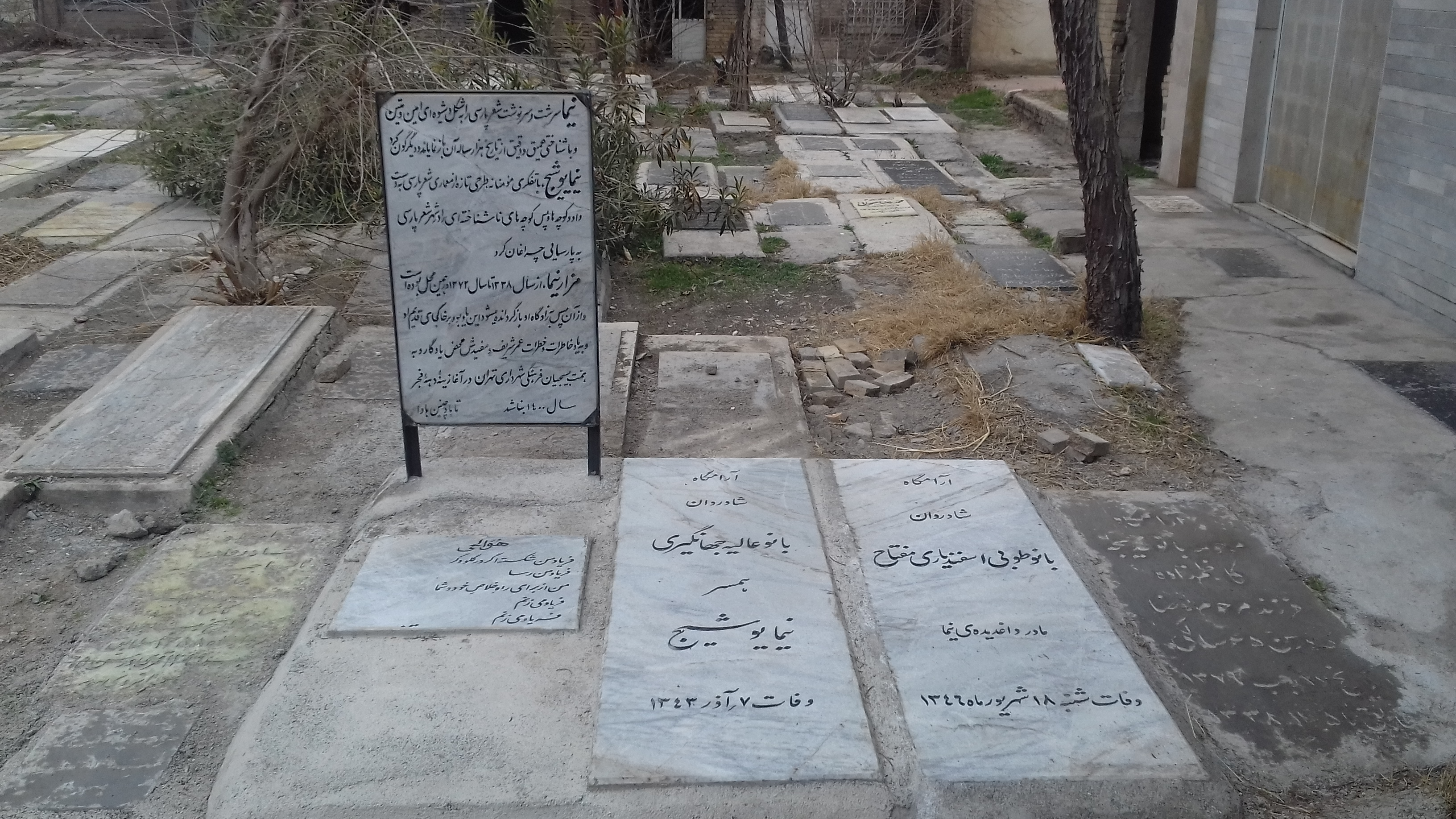
مزار قبلی نیما در امامزاده عبدالله شهر ری

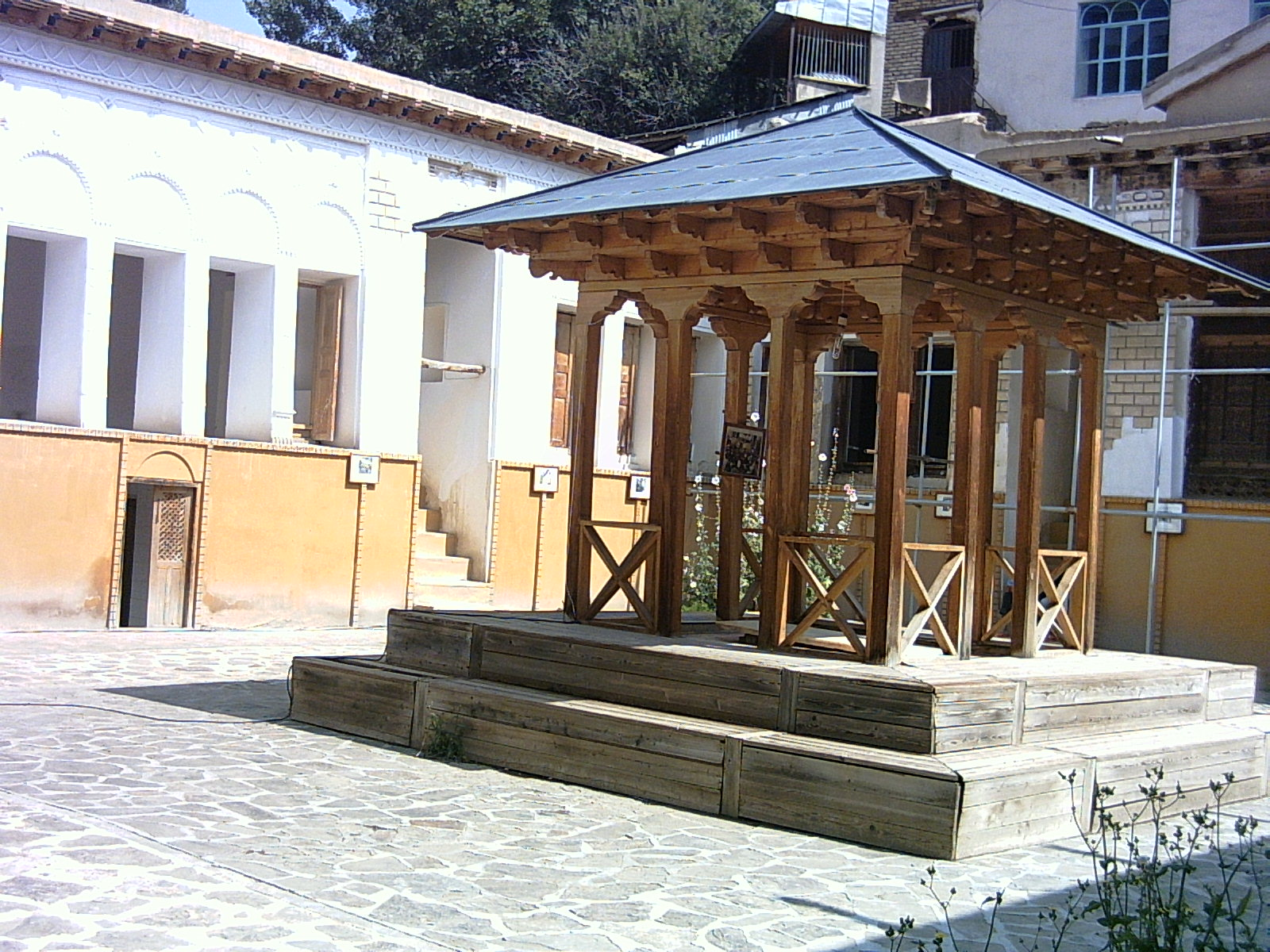
آرامگاه نیما

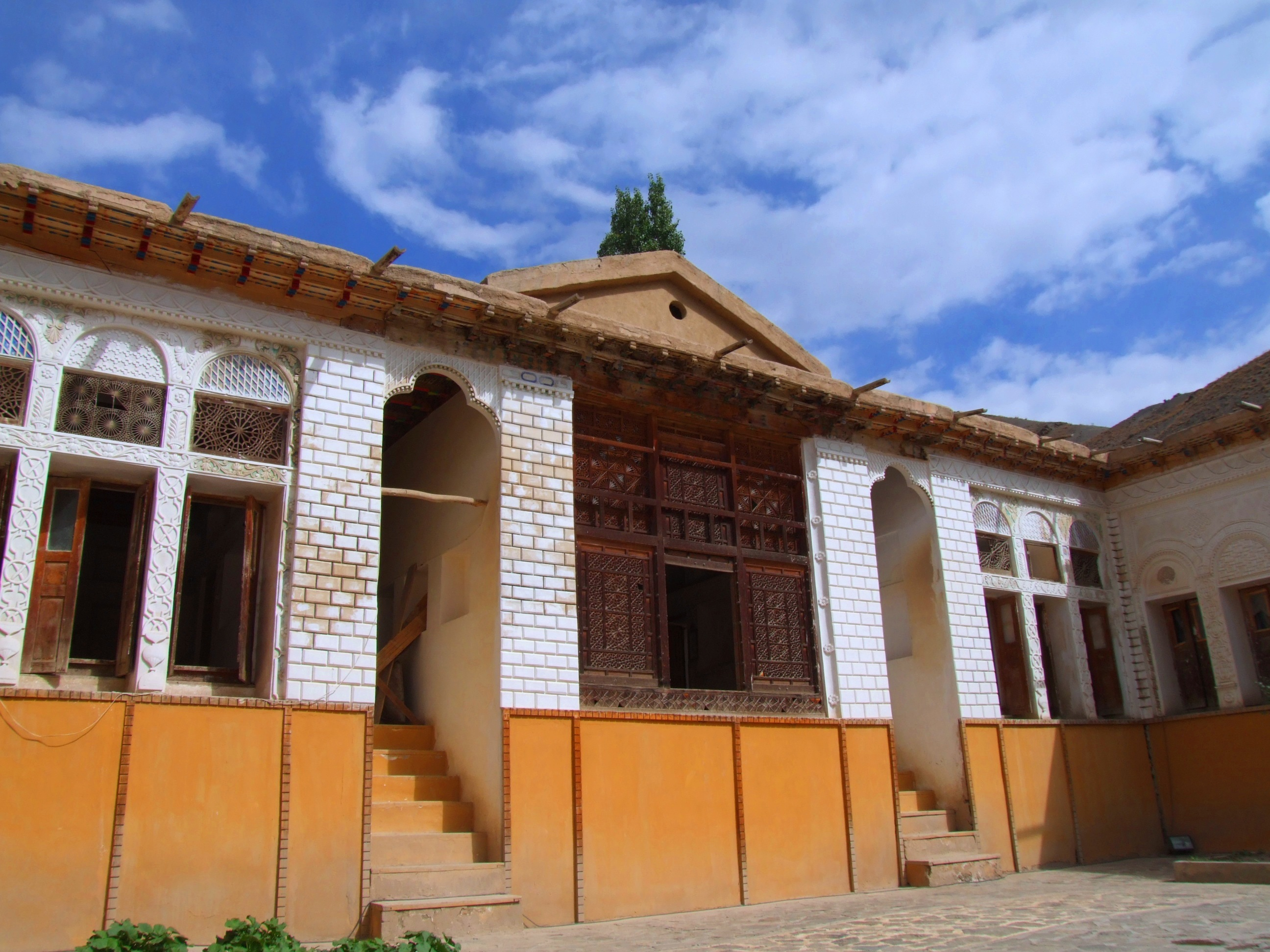
خانهٔ نیما در دهکده یوش مازندران اردیبهشت ۱۳۸۶، آرامگاه او و سیروس طاهباز در وسط حیاط قرار دارد.

یوشیج درحالی‌که به علت سرمای شدید یوش، به ذات‌الریه مبتلا شده بود، برای معالجه به تهران آمد؛ معالجات تأثیری نداشت و در ۱۶ دی ۱۳۳۸ درگذشت و در امامزاده عبدالله تهران دفن شد. سپس در سال ۱۳۷۲ خورشیدی ۳۴ سال پس از فوت نیما بنا به وصیت وی پیکر او را به خانه‌اش در یوش منتقل کردند. آرامگاه او در کنار آرامگاه خواهرش، بهجت‌الزمان اسفندیاری (درگذشته به تاریخ ۸ خرداد ۱۳۸۶) و آرامگاه سیروس طاهباز در میان حیاط جای گرفته است. روی سنگ قبر جدید او نوشته شده بود: «به همت بسیجیان فرهنگی تهران با عنایت برادر جانباز آقایی  زاکانی بنا شد». این سنگ مزار با واکنش گسترده‌ای روبرو شد. به گفتهٔ سخنگوی شهرداری تهران، نام زاکانی «براساس سلیقه و تصمیم فردی یکی از همکاران» نوشته شده بود. زاکانی گفت که از این موضوع بی‌اطلاع بود.

## اصلاح تاریخ فوت
یدالله جلالی پندری استاد دانشگاه یزد و عضو وابسته فرهنگستان زبان و ادب فارسی طی یادداشتی با عنوان «تصحیح یک لغزش در ذکر روز درگذشت نیما یوشیج»
مورخان ادبی در ذکر تاریخ تولد و وفات بزرگان ادبیّات متکی به اسنادی هستند که به تواتر رسیده باشد. در مورد روز درگذشت نیما همۀ اسناد متواتر، شبانگاه سیزدهم دی ۱۳۳۸ را ذکر کرده‌اند و حتّی مرحوم طاهباز که بخش عمدۀ عمر خود را صرف بازخوانی دست‌نوشته‌های نیما کرده بود این تاریخ را در کتاب «زندگی و هنر نیما یوشیج» (تهران، ۱۳۷۵ ص ۱۲۹) آورده است. بنده نیز به اعتماد این اسناد تاریخ مزبور را در کتاب گزینۀ اشعار نیما یوشیج (تهران، ۱۳۷۰، ص ۳۱) و نیز مدخل «نیما یوشیج» در دانشنامۀ زبان و ادب فارسی فرهنگستان (تهران، ۱۳۹۵، ج ۶، ص ۶۲۱) آورده‌ام. در این میان جلال آل‌احمد که حاضر و ناظر صحنۀ فوت نیما بوده در مقالۀ «پیرمرد چشم ما بود» اشاره‌ای به تاریخ این حادثه نکرده اما در یادداشتی که به تازگی از آن مرحوم دیده شد و زمان نگارش آن ساعت ۶ بعدازظهر پنجشنبه ۱۶ دی ذکر شده به تاریخ و ساعت فوت نیما اشاره کرده است: «نیما دیشب مرد. دو بعد از نیمه شب: ساعت دو و ده دقیقه بود که در خانه را سخت کوبیدند...» از سویی، خبر درگذشت نیما در همین روز، در دو روزنامۀ عصر شانزدهم دی‌ماه ۱۳۳۸، شمارۀ ۴۹۶۱ روزنامۀ کیهان و شمارۀ ۱۰۱۰۸ روزنامۀ اطلاعات نیز منتشر شد.
بنابراین تردیدی باقی نمی‌ماند که تاریخ دقیق فوت نیما باید بامداد پنج‌شنبه ۱۶ دی‌ماه باشد و ذکر شبانگاه در روایت‌های قبلی به علّت قرار گرفتن ساعت دو بامداد در بخشی از شب است.

## نیما و زبان طبری
یکی از دغدغه‌های نیما، حفظ و احیای زبان طبری بود. او در نامه‌ها و دست نوشته‌هایش و همچنین در مقدمه دفتر روجا، به این دغدغه اشاره می‌کند. وی در نامه‌هایی که به برادرش می‌نویسد، سه بار از وی می‌خواهد که کتاب تاریخ طبرستان و دیوان امیر پازواری را برایش تهیه کرده و ارسال کند. مهم‌ترین گام نیما در راه زنده نگاه داشتن زبان طبری، سرودن اشعار طبری در مجموعه ای با نام روجا است.
نیما در یکی از دوبیتی‌های خود این چنین به دلبستگی اش به زبان تبری اشاره می‌کند:
| کوُ چوُ مُنِ خاخوُرِ مُنی نیکتاءُ  |  | خواهر کوچکم نیکتا است                |
| برارِ مُنی لادُبن که وی یکتاءُ |  | تنها برادرم نامش لادبن است           |
| تَبَری مُنی می گپ، مُنِ گواءُ    |  | شعرهای تبری من، گواه من است          |
| کِجهٔ گپ دی‌یَر بوتمُ سواءُ      |  | در کجای حرف‌هایم دیگر غیر از این گفتم |
|                            |  | (روجا)                               |

نیما در این دوبیتی به داشته‌ها و دلبستگی‌های خود اشاره می‌کند. او در بیت اول به دلبستگی زمینی یعنی برادر و خواهرش اشاره می‌کند و در بیت دوم به دلبستگی وجودی‌اش یعنی شعر و زبان تبری اشاره می‌کند. زبانی که شاید برخی از ادبا و شاعران مازندرانی به راحتی از داشتن و گفتن آن خرسند نباشند، بلکه برخی از آنها از هر فرصتی استفاده می‌کند تا طبری بودن خود و سخن گفتن به زبان طبری را انکار کنند. اما نیما آنهایی را انکار می‌کند که مدعی بودند نیما زادبوم (سرزمین) و زبان خود را فراموش کرده است. ولی نیما مدعی است نه تنها زبان مادری خود را فراموش نکرده است که اتفاقاً همین شعرهایی که به زبان تبری سروده گواه دلبستگی او به زبان تبری است. نیما زبان تبری را بخشی از افتخار و علاقه خود معرفی می‌کند و حتی برای آنکه دیگران را قانع کند به نوعی از آنها می‌خواهد که دلیل بیاورند که او کجا گفته است که اهل تبرستان نیست و به زبان زبان تبری حرف نمی‌زند.

### نمونهٔ اشعار مازندرانی
روجا مجموعه‌شعر نیما یوشیج به زبان مازندرانی است و به گویش کجوری و کلارستاقی که در شهرستان‌های نور، نوشهر و چالوس گویش می‌شود شباهت دارد.
| لوش کُلُمی دروازِه نَوونُ    |  | درچوبی آغل، هیچگاه دروازه نمی‌شود        |
| کلین بِنِه اِسپی رازه نوونُ |  | زمین سوخته، سبزه زار نمی‌شود             |
| بُخوشتُ هسکا تازه نَوونُ    |  | استخوان خشکیده دیگر جوان نمی‌شود         |
| نامرد جور تلی سازه نَوونُ |  | درختچه‌های خار دار، جارو نمی‌شوند نمی‌شوند |
|                         |  | (روجا)                                  |

| کیجا سارِه فِرِنگی رِ مونِسُّ  |  | دختر، ساره شبیه فرنگی‌ها بود                  |
| مِ وُرَ نیشتُ وِ اَمیری خونِسُّ  |  | کنارم می‌نشست و امیری می‌خواند                 |
| گُنی مِ دِلِ درد وِ چونِسُّ     |  | تو گویی او از درد دل من چگونه خبر داشت       |
| وِ دِل خواس مُن گُمُ وی دونسُّ |  | اگر چه دلش می‌خواست، اما من می‌گویم او می‌دانست |
|                         |  | (روجا)                                       |

| آفتاب هاکردُ دُریوی دیمُ ایشُممُ |  | روز آفتابی صورت دریا را نگاه می‌کنم       |
| ویشُه بَسوتُه مُن وُن هیمِ ایشممُ  |  | در بیشهٔ سوخته، من هیزم‌هارا تماشا می‌کنم   |
| یار کُو شُون و گزلیمُ ایشُممُ    |  | یار که می‌رود من موی مجعد اورا نگاه می‌کنم |
| دُل کُو نارمُ نمِّ کُدیمِ ایشُممُ    |  | دل که ندارم نمی‌دانم به چه کسی نگاه می‌کنم |
|                             |  | (روجا)                                   |

## مناقشه‌ها
. . . احتمالاً نیما یوشیج شعر «با غروبش» را بعد از خواندن شعر خانلری سروده است؛ چنان‌که تردیدی ندارم که «حرف‌های همسایه» را –با هر تاریخی که در زیر آن‌ها نهاده- به تأثیر از «چند نامه به شاعری جوان» ریلکه و ترجمه خانلری که در ۱۳۲۰، انتشار یافته نوشته است.. و بگذارید این کفر دیگر را همین‌جا بگویم که به نظر من بخش‌های اصلی و محوری «ارزش احساسات» هم ترجمه آزاد و «بفهمی‌نفهمی» از یک کتاب فرانسوی است که مطالبی از کتابی نظیر دائرةالمعارف اسلام (چاپ اول)، دربارهٔ شعر معاصر ترک و عرب بر آن افزوده شده است.— شفیعی کدکنی، مقدمه گزینه اشعار ناتل خانلری، بهار ۱۳۹۴
شفیعی کدکنی برخی از شعرهای نیما را پس از شهریور ۱۳۲۰، تحت تأثیر پرویز ناتل خانلری می‌داند. او در مقدمهٔ کتاب گزینه اشعار پرویز ناتل خانلری، تاریخ درج‌شده در پای اشعار نیما را نامعتبر دانست و مدعی شد که احتمالاً نیما یوشیج شعر «با غروب» اش را پس از خواندن «یغمای شب» خانلری در سخن، شماره ۱۱ و ۱۲، به تاریخ مرداد ۱۳۲۳ سروده است و تاریخ قدیمی‌تری - فروردین ۱۳۲۳ - زیر شعر گذاشته است. او همچنین احتمال این که نیما بعد از شهریور ۲۰ از کارهای شاگردانش «مایه» هایی گرفته باشد و تاریخ شعرهایش را به پیش از شهریور، یا به سال‌های قبل برده باشد منتفی نمی‌داند.
این گفته‌ها پاسخ‌هایی هم در پی داشت. از جمله سیروس طاهباز در مقاله‌ای و احمد افرادی در نامه‌ای سرگشاده همه اتهام‌های شفیعی کدکنی به نیما را محترمانه رد کردند. شاپور جورکش نیز در واکنش به نظر شفیعی کدکنی نظریّه او را نادرست دانست.

## نگرشِ سیاسی
نیما در بیشترِ دورانِ زندگی گرایش‌های چپ‌گرایانه داشت اما همچنان هرگز عضوِ هیچ حزبی نشد. انور خامه‌ای او را «مارکسیست واقعی» وصف کرده و جلال آل احمد «پولیتیزه» بودنش را سبب اهمیتش می‌شمرد. مهدی اخوان ثالث توضیح داده که چپ‌گراییِ نیما نوعی هم‌گامی با عدالت‌خواهیِ زمانه‌اش بوده و از تعلّقاتِ حزبی برکنار.

## خانهٔ نیما

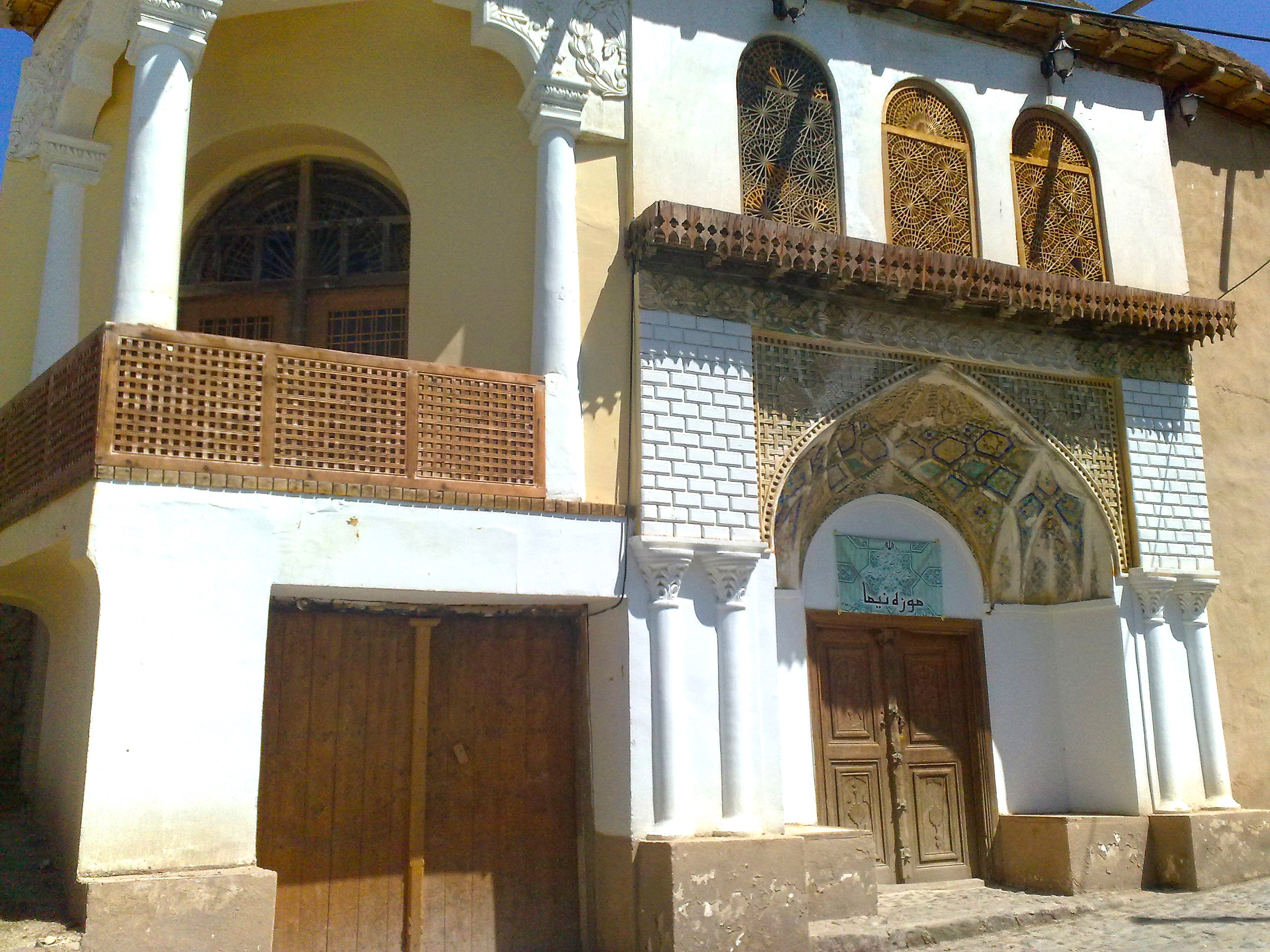
نمای بیرونی خانهٔ نیما

خانه نیما یوشیج واقع در یوش، بنایی است که قدمت آن به دوره قاجار می‌رسد. این بنا به شماره ۱۸۰۲ از سوی سازمان میراث فرهنگی به عنوان اثر ملی ثبت شده است و حفاظت می‌شود. بازدید از خانه نیما برای عموم آزاد است.

## آثار
منظومه قصه رنگ پریده در حقیقت نخستین اثر منظوم نیمایی است که در قالب مثنوی (بحر هزج مسدس) سروده شده است. شاعر در این اثر زندگی خود را روایت کرده است و از خلال آن به مفاسد اجتماعی پرداخته است. بخش نخست این کار در قرن بیستم چاپ شده بود. سپس افسانه را سرود که در آن روحی رمانتیک حاکم است و به عشق نیز نیما نگاهی دیگرگونه دارد و عشق عارفانه را رد می‌کند. چنان‌که خطاب به حافظ می‌گوید:
| حافظا این چه کید و دروغ است |  | کز زبان می وجام ساقی است      |
| نالی ار تا ابد باورم نیست   |  | که بر آن عشق بازی که باقی است |
| من بر آن عاشقم کو رونده است |  |                               |
|                             |  | (افسانه)                      |

نیما در این آثار و اشعاری نظیر خروس و روباه، چشمه و بز ملاحسن مسئله‌گو افکاری اجتماعی را بیان می‌کند، اما قالب اشعار قدیمی است. مشخص است که وی مشق شاعری می‌کند و هنوز راه خود را پیدا نکرده است. با این حال انتشار افسانه دنیای ادبیات آن زمان را برآشفت. ای شب نیز در هفته‌نامه نوبهار محمدتقی بهار چاپ شد و جنجالی برانگیخت.
سیروس طاهباز نقش مهمی در گردآوری، نسخه‌برداری، تدوین و نشر آثار نیما یوشیج داشته است.